# Cajueiro
Cajueiro este un oraș în statul Alagoas (AL) din Brazilia.